# Ursogastra
Ursogastra is een geslacht van vlinders van de familie uilen (Noctuidae), uit de onderfamilie Hadeninae.

## Soorten
- U. bimaculata Köhler, 1968
- U. lunata Smith, 1906